# ミハウ・ヴァルスキ
ミハウ・ヴァルスキ（Michał Walski 、1997年2月27日 - ）は、ポーランド・タルノブジェク出身のプロサッカー選手。サンデツヤ・ノヴィ・ソンチ所属。ポジションは、ミッドフィールダー（セントラルミッドフィールダー）。